# Tivadar Monostori
Tivadar Monostori (en húngaro: Szojka Ferenc; Felsőgalla, 24 de agosto de 1936 - Esztergom, 17 de septiembre de 2011) fue un futbolista húngaro que jugaba como delantero. Participó con la selección de fútbol de Hungría en la Copa Mundial de Fútbol de 1958 y en la Copa Mundial de Fútbol de 1962. Después de retirarse en 1971 realizó una carrera como entrenador.

## Selección nacional
Fue internacional con la selección de fútbol de Hungría en 9 ocasiones y marcó cuatro goles.  

## Equipos

### Como jugador
| Equipo       | País    | Año       |
| ------------ | ------- | --------- |
| Dorogi FC    | Hungría | 1954-1967 |
| FC Tatabánya | Hungría | 1967-1971 |

### Como entrenador
| Equipo               | País                   | Año       |
| -------------------- | ---------------------- | --------- |
| Dorogi FC            | Hungría                | 1971      |
| FC Tatabánya         | Hungría                | 1971-1978 |
| Égszöv Medosz        | Hungría                | 1983      |
| Selección nacional   | Emiratos Árabes Unidos | 1983-1984 |
| Oroszlányi Bányász   | Hungría                | 1985-1986 |
| Kaposvári Rákóczi FC | Hungría                | 1988-1989 |

## Palmarés

### Distinciones individuales
| Distinción                  | Año  |
| --------------------------- | ---- |
| Pichichi de la liga húngara | 1959 |